# Badalona Pompeu Fabra
Badalona Pompeu Fabra is een metrostation van de metro van Barcelona in het centrum van Badalona, een gemeente in de Metropool Barcelona. 
Het station wordt aangedaan door de Lijn 2. Tijdens de aanleg van het station werd de werknaam Badalona Centre aangehouden. In de toekomst zal ook Lijn 1 hier stoppen en mogelijk ook Lijn 13 die nu nog in de projectfase zit. De perrons zullen meer dan 100 meter lang zijn en 9 meter breed. Het werd genoemd naar de ingenieur en taalkundige Pompeu Fabra i Poch, grondlegger van de moderne Catalaanse spraakkunst, die lange tijd in Badalona gewoond heeft.